# Hemimyzon khonensis
Hemimyzon khonensis е вид лъчеперка от семейство Balitoridae.

## Разпространение
Видът е разпространен в Лаос.